# Saint-Bénézet
Saint-Bénézet település Franciaországban, Gard megyében. Lakosainak száma 291 fő (2022. január 1.). Saint-Bénézet Aigremont, Boucoiran-et-Nozières, Cassagnoles, Domessargues, Lédignan és Maruéjols-lès-Gardon községekkel határos.

## Népesség
A település népessége az elmúlt években az alábbi módon változott:
| Lakosok száma | 95   | 124  | 175  | 256  | 276  | 275  | 274  | 284  | 284  | 291  |
|               | 1968 | 1982 | 1990 | 2006 | 2013 | 2015 | 2017 | 2019 | 2020 | 2022 |